# Марково (аэропорт)
Ма́рково — региональный аэропорт, расположен в селе Марково Анадырского района Чукотского автономного округа.

## История
Аэропорт Марково был построен в годы Великой Отечественной войны как запасной аэродром участка трассы Алсиб.
В 1945 году в аэропорту Марково пролётом был нарком иностранных дел В. М. Молотов, который на встрече с работниками аэропорта отметил их вклад в деле организации авиатрассы АлСиб и вручил подарок — большие напольные часы в деревянном корпусе оригинальной конструкции.
В 1949 году на аэродроме сформирован 95-й смешанный авиационный отряд, впоследствии переименованный в 95-ю смешанную авиационную дивизию. В ноябре 1953 года дивизия перебазировалась в состав 26-й воздушной армии Белорусского военного округа.

## Принимаемые типы воздушных судов
Принимаемые типы ВС: Ан-2, Ан-12, Ан-24, Ан-26, Ан-28, Ан-72, Ан-74, Ил-18, L-410, Як-40, с 2014 г. — DHC-6-400, а также вертолёты всех типов.

## Показатели деятельности
| год        | 2014 | 2015 | 2016 | 2017 | 2018 | 2019 | 2020 | 2021 |
| пассажиров | 2422 | 2850 | 3213 | 3332 |      | 2650 | 2372 | 2636 |
| Источники: |      |      |      |      |      |      |      |      |

## Маршрутная сеть
Пассажирские авиарейсы в направлении окружного центра осуществляются бортами Ми-8 и DHC-6 с регулярностью 1—2 раза в месяц и с такой же регулярностью в направлении сёл Чуванское и Ламутское.